# غواصة كي-141 كورسك

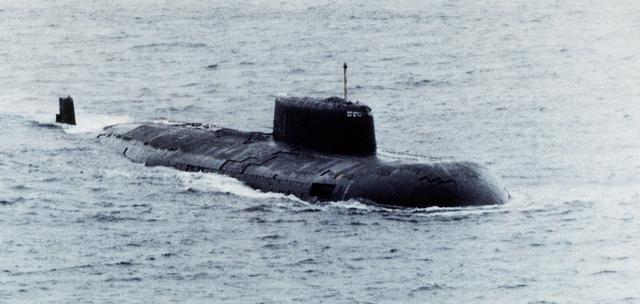
غواصة من صنف أوسكار2

كي-141 كورسك غواصة ذات دفع نووي روسية غرقت قرب القطب الشمالي في 12 أغسطس 2000 نتيجة حادث لم يتم كشف ملابساته إلا بعد وقت طويل . تنتمي كورسك إلى الغواصات من نوع أوسكار 2 وتم تصنيعها سنة 1990.

## غرق الغواصة
كانت غواصة كورسك في 12 أغسطس 2000 تشارك في مناورات بحرية حيث كان من المبرمج أن تطلق طوربيد تدريبي -(لا يحمل رأس حربي حقيقي)- على الطراد الروسي بطرس الأكبر للتدرب على الهجمات المنسقة. إلا أن كورسك لم تحقق مهمتها. تكاثرت الأقاويل حول غرق الغواصة كورسك حيث يدعي البعض أنها أصيبت بطوربيد من غواصة غير روسية ويقول آخرون أن غواصة غير روسية وعلى الأرجح أمريكية (يو أس أس ميمفيس) كانت ترصد المناورات قد صدمتها ويستدلون بذلك عن طريق صور قمر صناعي التقطت لغواصة أمريكية رست قريبا من مكان الحادث في دولة حليفة بعد أيام من الحادث. إلا أن التفسير الحقيقي والأكثر واقعية هو غرقها بسبب حادث. حيث خلصت بعض التحريات إلى أن تفاعلا كميائيا طارد للحرارة حصل بعد تسرب وقود الطوربيد و الذي كان بيروكسيد الهايدروجين من داخل الطوربيد ذاته حيث تفاعل مع الصدء الموجود في أنبوب الطوربيد. وكان أنبوب الطوربيد غير مقفل بإحكام مما جعل قوة الانفجار تتجه إلى داخل الغواصة. حيث أنه لو كان الأنبوب مقفل بإحكام لاتجه الانفجار إلى الخارج لأن الغواصة مصممة بشكل تكون فيه فتحة الأنبوب إلى الخارج أقل تحملا للضغط منه من الفتحة الداخلية التي يوضع فيها الطوربيد. يعتقد أن هذا الانفجار تسبب في مقتل كل الطاقم العاملين في غرفة الطوربيد بالإضافة إلى كامل طاقم القيادة.على رغم من التحصين بين غرفة الطوربيدات وغرفة القيادة فقد وصل ضغط وحرارة الانفجار إلى الأخيرة. ذلك أنه تم تثبيت جهاز أو أنبوب تهوية كان يصل بين غرفة الأسلحة وغرفة القيادة. وكانت هذه نقطة ضعف بنيوية تمكن من خلالها الضغط من المرور إلى الحجرات المجاورة. في نفس الوقت سجل مرصد للهزات الأرضية هزة صغيرة ربطها المحققون بالانفجار الأول الصغير للطوربيد. وقد كانت كورسك غواصة نووية مزودة بمفاعل نووي. وكان لدى الضابط المشغل للمفاعل تعليمات في حال حدوث أي مشاكل أن يغلق غرفة المفاعل على نفسه وفي حالته عدم قدرته الاتصال برؤسائه عليه أن يوقف عمل المفاعل ويطفئه. وكان ذلك ما فعله الضابط بعد أن لم يتمكن من الاتصال بقبطان الغواصة. في الأثناء ونتيجة للحريق المشتعل في غرفة الصواريخ حدث انفجار آخر أكبر حيث بسبب اشتعال النيران في غرفة الطوربيدات فقد انفجرت جميع الطوربيدات داخل الغواصة مما تسبب بتدمير مقدمة الغواصة بالكامل فغرقت كورسك نظرا لذلك ولعدم قدرتها على المناورة بعد أن أطفئ مفاعلها. فاستقرت في عمق 108 متر تحت سطح البحر. لم تتمكن البحرية الروسية من إنقاذ بقية الطاقم الذي بقو على قيد الحياة فماتوا خنقا حيث أن الغواصتان الوحيدتان للإنقاذ التي تملكهما البحرية كانتا في مهمة أخرى وبعيدتان عن مسرح الأحداث. وبعد تردد طويل استنجدت البحرية الروسية بالبحريات الغربية، ولكن ذلك كان متأخرًا حيث انقطعت عندها إشارات الحياة من الغواصة.

## وصلات خارجية
http://video.google.de/videoplay?docid=3601018731467852276&q=kursk